# Impatiens walkeri
Impatiens walkeri är en balsaminväxtart som beskrevs av William Jackson Hooker och George Arnott Walker Arnott. Impatiens walkeri ingår i släktet balsaminer, och familjen balsaminväxter. Inga underarter finns listade i Catalogue of Life.